# Luci Eli Làmia (pretor)
Luci Eli Làmia (en llatí Lucius Aelius Lamia) va ser un cavaller romà, que va donar suport a Ciceró en la lluita contra la conspiració de Catilina.
La seva actuació va ser tant important que més tard el partit popular el va desterrar (relegatus) a petició dels cònsols Aule Gabini i Luci Calpurni Pisó Cesoní (58 aC), però al cap d'un temps el van fer tornar de l'exili. Durant la Segona guerra civil es va decantar pel bàndol de Juli Cèsar (49-48 aC). L'any 45 aC va ser edil curul. Ciceró el va recomanar per obtenir el càrrec de pretor, i segurament el va obtenir l'any 43 aC. Es parla d'un Lucius Lamia praetoris vir, segurament aquest mateix personatge, com la persona que va ser posada a la pira funerària i va reaccionar quan ja estava cremant. No es va poder fer res per salvar-lo.
Se'l considera el fundador de la branca familiar dels Làmia de la gens Èlia, i va adquirir una fortuna en els seus negocis. Els seus jardins a Roma (Horti Lamiani) van ser famosos.